# Llista de topònims d'Estoer
Llista de topònims (noms propis de lloc) d'Estoer (Conflent).
Informació actualitzada per un bot. Els canvis manuals es perdran quan s'actualitzi!

## església
| imatge | Nom                   | Ubicat a | instància de          | Detalls                                               | coordenades                                               | Protecció | Commons (més fotos)            | Dades a WD                    |
| ------ | --------------------- | -------- | --------------------- | ----------------------------------------------------- | --------------------------------------------------------- | --------- | ------------------------------ | ----------------------------- |
|        | Sant Esteve d'Estoer  | Estoer   | església Ús: església | Estil: arquitectura romànica Dedicat a: Esteve màrtir | 42° 36′ 05″ N, 2° 29′ 10″ E / 42.6013°N,2.48616°E         |           | Église Saint-Étienne d'Estoher | Modifica les dades a Wikidata |
|        | Sant Joan de Seners   | Estoer   | església Ús: església | Estil: arquitectura romànica Dedicat a: Joan Baptista | 42° 35′ 30″ N, 2° 28′ 27″ E / 42.5916°N,2.47421°E         |           | Église Saint-Jean de Seners    | Modifica les dades a Wikidata |
|        | Sant Salvador de Llec | Estoer   | església              | Estat: enderrocat o destruït                          | 42° 34′ 38″ N, 2° 28′ 21″ E / 42.577128°N,2.472581°E Llec |           |                                | Modifica les dades a Wikidata |

## instal·lació esportiva
| imatge | Nom                     | Ubicat a | instància de                              | Detalls | coordenades                                                                      | Protecció | Commons (més fotos) | Dades a WD                    |
| ------ | ----------------------- | -------- | ----------------------------------------- | ------- | -------------------------------------------------------------------------------- | --------- | ------------------- | ----------------------------- |
|        | refugi de la Molina     | Estoer   | instal·lació esportiva refugi de muntanya |         | 42° 33′ 03″ N, 2° 29′ 25″ E / 42.55078°N,2.49033°E fr:LA MOULINE 66320 Estoher   |           |                     | Modifica les dades a Wikidata |
|        | refugi del Prat Cabrera | Estoer   | instal·lació esportiva refugi de muntanya |         | 42° 32′ 05″ N, 2° 29′ 40″ E / 42.53474°N,2.49436°E fr:PRAT CABRERA 66320 Estoher |           |                     | Modifica les dades a Wikidata |

## muntanya
| imatge | Nom                 | Ubicat a                     | instància de   | Detalls | coordenades                                                                        | Protecció | Commons (més fotos) | Dades a WD                    |
| ------ | ------------------- | ---------------------------- | -------------- | ------- | ---------------------------------------------------------------------------------- | --------- | ------------------- | ----------------------------- |
|        | Els Tres Avets      | Estoer Taurinyà              | muntanya       |         | 42° 32′ 30″ N, 2° 28′ 08″ E / 42.541578°N,2.468828°E 2052.5 msnm                   |           |                     | Modifica les dades a Wikidata |
|        | La Socarrada        | Estoer Taurinyà              | muntanya cim   |         | 42° 32′ 54″ N, 2° 28′ 07″ E / 42.548264°N,2.468667°E 2024 2039.9 msnm              |           |                     | Modifica les dades a Wikidata |
|        | La Tronca           | Estoer Vallestàvia           | muntanya       |         | 42° 33′ 20″ N, 2° 30′ 07″ E / 42.555417°N,2.502033°E 1458.5 msnm                   |           |                     | Modifica les dades a Wikidata |
|        | Pic de Pradells     | Estoer Taurinyà              | muntanya       |         | 42° 34′ 09″ N, 2° 27′ 34″ E / 42.569169°N,2.459539°E 1406.2 msnm                   |           |                     | Modifica les dades a Wikidata |
|        | Puig d'en Toseire   | Clarà i Villerac Estoer      | muntanya       |         | 42° 35′ 13″ N, 2° 27′ 45″ E / 42.587022°N,2.462567°E 703.8 msnm                    |           |                     | Modifica les dades a Wikidata |
|        | Puig de Martines    | Estoer                       | muntanya       |         | 42° 36′ 06″ N, 2° 28′ 27″ E / 42.601586111111°N,2.4742472222222°E 590.3 msnm       |           |                     | Modifica les dades a Wikidata |
|        | Puig dels Becís     | Estoer Vallestàvia Vallmanya | muntanya       |         | 42° 32′ 25″ N, 2° 30′ 23″ E / 42.540333333333°N,2.50635°E                          |           |                     | Modifica les dades a Wikidata |
|        | Ras de Prat Cabrera | Estoer Vallmanya             | muntanya prada |         | 42° 31′ 42″ N, 2° 29′ 28″ E / 42.528264°N,2.491028°E massís del Canigó 1863.9 msnm |           | Ras de Prat Cabrera | Modifica les dades a Wikidata |
|        | Roc Mosquit         | Estoer Taurinyà              | muntanya cim   |         | 42° 33′ 22″ N, 2° 27′ 51″ E / 42.556042°N,2.464131°E 1887 msnm                     |           |                     | Modifica les dades a Wikidata |
|        | Roc de Cardeniu     | Estoer Vallestàvia           | muntanya       |         | 42° 32′ 49″ N, 2° 30′ 17″ E / 42.546972°N,2.504628°E 1601.2 msnm                   |           |                     | Modifica les dades a Wikidata |
|        | Roc de Cardenius    | Estoer Vallestàvia           | muntanya       |         | 42° 32′ 49″ N, 2° 30′ 17″ E / 42.547022°N,2.504844°E 1594.5 msnm                   |           |                     | Modifica les dades a Wikidata |
|        | Roc de Jocavell     | Estoer Vallestàvia           | muntanya       |         | 42° 33′ 58″ N, 2° 29′ 41″ E / 42.566211°N,2.494647°E 1321.6 msnm                   |           |                     | Modifica les dades a Wikidata |
|        | Roc de l'Escala     | Estoer Vallmanya             | muntanya       |         | 42° 31′ 37″ N, 2° 28′ 31″ E / 42.526817°N,2.475372°E                               |           |                     | Modifica les dades a Wikidata |
|        | Roc de la Collada   | Clarà i Villerac Estoer      | muntanya       |         | 42° 34′ 37″ N, 2° 27′ 40″ E / 42.576806°N,2.460994°E 1074.2 msnm                   |           |                     | Modifica les dades a Wikidata |

## poble
| imatge | Nom    | Ubicat a                                     | instància de | Detalls | coordenades                                                                           | Protecció | Commons (més fotos) | Dades a WD                    |
| ------ | ------ | -------------------------------------------- | ------------ | ------- | ------------------------------------------------------------------------------------- | --------- | ------------------- | ----------------------------- |
|        | Llec   | Pirineus Orientals districte de Prada Estoer | poble        |         | 42° 34′ 38″ N, 2° 28′ 21″ E / 42.577127777778°N,2.4725805555556°E Conflent 713.8 msnm |           |                     | Modifica les dades a Wikidata |
|        | Seners | Pirineus Orientals districte de Prada Estoer | poble        |         | 42° 35′ 30″ N, 2° 28′ 28″ E / 42.591633333333°N,2.4743555555556°E Conflent 439.5 msnm |           |                     | Modifica les dades a Wikidata |

## port de muntanya
| imatge | Nom                   | Ubicat a                | instància de     | Detalls | coordenades                                                      | Protecció | Commons (més fotos) | Dades a WD                    |
| ------ | --------------------- | ----------------------- | ---------------- | ------- | ---------------------------------------------------------------- | --------- | ------------------- | ----------------------------- |
|        | Coll de Sant Joan     | Clarà i Villerac Estoer | port de muntanya |         | 42° 35′ 44″ N, 2° 27′ 44″ E / 42.595419°N,2.462175°E 615.9 msnm  |           |                     | Modifica les dades a Wikidata |
|        | Coll de la Gallina    | Estoer Vallestàvia      | port de muntanya |         | 42° 34′ 15″ N, 2° 29′ 47″ E / 42.570936°N,2.496275°E 1144.9 msnm |           |                     | Modifica les dades a Wikidata |
|        | Coll de la Martra     | Clarà i Villerac Estoer | port de muntanya |         | 42° 35′ 51″ N, 2° 27′ 41″ E / 42.597492°N,2.461456°E 538 msnm    |           |                     | Modifica les dades a Wikidata |
|        | Coll del Forn         | Clarà i Villerac Estoer | port de muntanya |         | 42° 35′ 07″ N, 2° 27′ 46″ E / 42.585317°N,2.462911°E 698.4 msnm  |           |                     | Modifica les dades a Wikidata |
|        | Coll dels Cortalets   | Estoer Taurinyà         | port de muntanya |         | 42° 32′ 20″ N, 2° 28′ 00″ E / 42.539°N,2.466794°E 2055 msnm      |           |                     | Modifica les dades a Wikidata |
|        | Collada d'en Jaume    | Estoer Vallestàvia      | port de muntanya |         | 42° 34′ 40″ N, 2° 29′ 43″ E / 42.577689°N,2.4952°E 1129.1 msnm   |           |                     | Modifica les dades a Wikidata |
|        | Collada de la Tartera | Estoer Vallmanya        | port de muntanya |         | 42° 31′ 38″ N, 2° 29′ 12″ E / 42.527136°N,2.486633°E 1984.7 msnm |           |                     | Modifica les dades a Wikidata |
|        | Collada de la Tronca  | Estoer Vallestàvia      | port de muntanya |         | 42° 33′ 13″ N, 2° 30′ 13″ E / 42.553747°N,2.503494°E 1420.3 msnm |           |                     | Modifica les dades a Wikidata |
|        | Collada del Teixó     | Estoer Vallestàvia      | port de muntanya |         | 42° 33′ 42″ N, 2° 29′ 51″ E / 42.561742°N,2.497517°E 1257.8 msnm |           |                     | Modifica les dades a Wikidata |
|        | Collada dels Cabrits  | Estoer Vallestàvia      | port de muntanya |         | 42° 34′ 59″ N, 2° 29′ 44″ E / 42.583075°N,2.495478°E 1196.9 msnm |           |                     | Modifica les dades a Wikidata |
|        | Collada dels Cirerers | Estoer Vallestàvia      | port de muntanya |         | 42° 35′ 46″ N, 2° 30′ 14″ E / 42.596139°N,2.503844°E 766.5 msnm  |           |                     | Modifica les dades a Wikidata |
|        | Collet dels Becís     | Estoer Vallestàvia      | port de muntanya |         | 42° 32′ 26″ N, 2° 30′ 23″ E / 42.540594°N,2.506264°E 1725.1 msnm |           |                     | Modifica les dades a Wikidata |
|        | La Collada            | Clarà i Villerac Estoer | port de muntanya |         | 42° 34′ 51″ N, 2° 27′ 49″ E / 42.580856°N,2.463511°E 872 msnm    |           |                     | Modifica les dades a Wikidata |
|        | Pas de les Truges     | Estoer Taurinyà         | port de muntanya |         | 42° 32′ 39″ N, 2° 28′ 11″ E / 42.544297°N,2.469828°E 2027.7 msnm |           |                     | Modifica les dades a Wikidata |
|        | Ras dels Cortalets    | Estoer Taurinyà         | port de muntanya |         | 42° 32′ 21″ N, 2° 28′ 02″ E / 42.539111°N,2.467203°E 2048.3 msnm |           |                     | Modifica les dades a Wikidata |

## Misc
| imatge | Nom                                | Ubicat a           | instància de                          | Detalls                      | coordenades                                                                         | Protecció                   | Commons (més fotos) | Dades a WD                    |
| ------ | ---------------------------------- | ------------------ | ------------------------------------- | ---------------------------- | ----------------------------------------------------------------------------------- | --------------------------- | ------------------- | ----------------------------- |
|        | Cellera d'Estoer                   | Estoer             | sagrera                               | Estil: arquitectura romànica | 42° 36′ 05″ N, 2° 29′ 10″ E / 42.601347°N,2.486162°E 387.4 msnm                     |                             |                     | Modifica les dades a Wikidata |
|        | Coll dels Grecs                    | Estoer             | collada                               |                              | 42° 35′ 42″ N, 2° 28′ 09″ E / 42.594872222222°N,2.4691166666667°E 557.9 msnm        |                             |                     | Modifica les dades a Wikidata |
|        | Puig dels Moros                    | Estoer Vallestàvia | cim muntanya                          |                              | 42° 34′ 48″ N, 2° 29′ 45″ E / 42.580130555556°N,2.4959555555556°E 1206.7 msnm       |                             |                     | Modifica les dades a Wikidata |
|        | casa de la vila d'Estoer           | Estoer             | instal·lació Ús: seu del govern local |                              | 42° 36′ 04″ N, 2° 29′ 07″ E / 42.601137145165°N,2.48537876159305°E fr:66320 ESTOHER |                             |                     | Modifica les dades a Wikidata |
|        | llosa funerària de Bernat Sifrendi | Estoer             | làpida                                |                              | Sant Esteve d'Estoer                                                                | monument històric catalogat |                     | Modifica les dades a Wikidata |